# Tuson
Tuson falu Romániában, Maros megyében.

## Fekvése
Uzdiszentpéter északnyugati szomszédjában fekvő település.

## Története
Tuson (Tuzson) nevét az oklevelek 1319-ben említették először Tusun néven.
A település a telegdi székely eredetű tuzsoni Symien fia Mihály fiainak birtoka volt, melyet 1316-ban Iwahun tordai ispán kifosztott.
1316-ban és 1326-ban tiltják a tuzsoniakat (Felső-) Palatka megvételétől, illetve birtoklásától.
1325-ben Mihály fiai kettéosztották Tuzsont.
1332-ben papja 33 régi bánit, 1335-ben 6 régi báni pápai tizedet fizetett.
1914-ben a település Kolozs vármegye Nagysármási járásához tartozott.